# تدفین (میکل آنژ)
تدفین (به انگلیسی: The Entombment) یک نقاشی رنگ روغن ناتمام از مراسم تدفین عیسی مسیح است که اکنون عموماً به نقاش دوره رنسانس ایتالیایی، میکل‌آنژ، نسبت داده می‌شود و قدمت آن به حدود ۱۵۰۰ یا ۱۵۰۱ میلادی برمی‌گردد. این نقاشی در گالری ملی لندن قرار دارد که این اثر را در سال ۱۸۶۸ از رابرت مک‌فرسون، عکاس اسکاتلندی ساکن رم، خریداری کرد. مک‌فرسون طبق روایت‌های متناقض مختلف، حدود ۲۰ سال قبل این نقاشی را به دست آورده بود. این نقاشی در کنار مریم مقدس منچستر، خانواده مقدس و احتمالاً عذاب سنت آنتونی، یکی از معدود نقاشی‌های منسوب به میکل‌آنژ است.